# Ambès
Ambès é uma comuna francesa na região administrativa da Nova Aquitânia, no departamento da Gironda. Estende-se por uma área de 28,84 km². Em 2010 a comuna tinha 3 089 habitantes (densidade: 107,1 hab./km²).